# Katri Helena

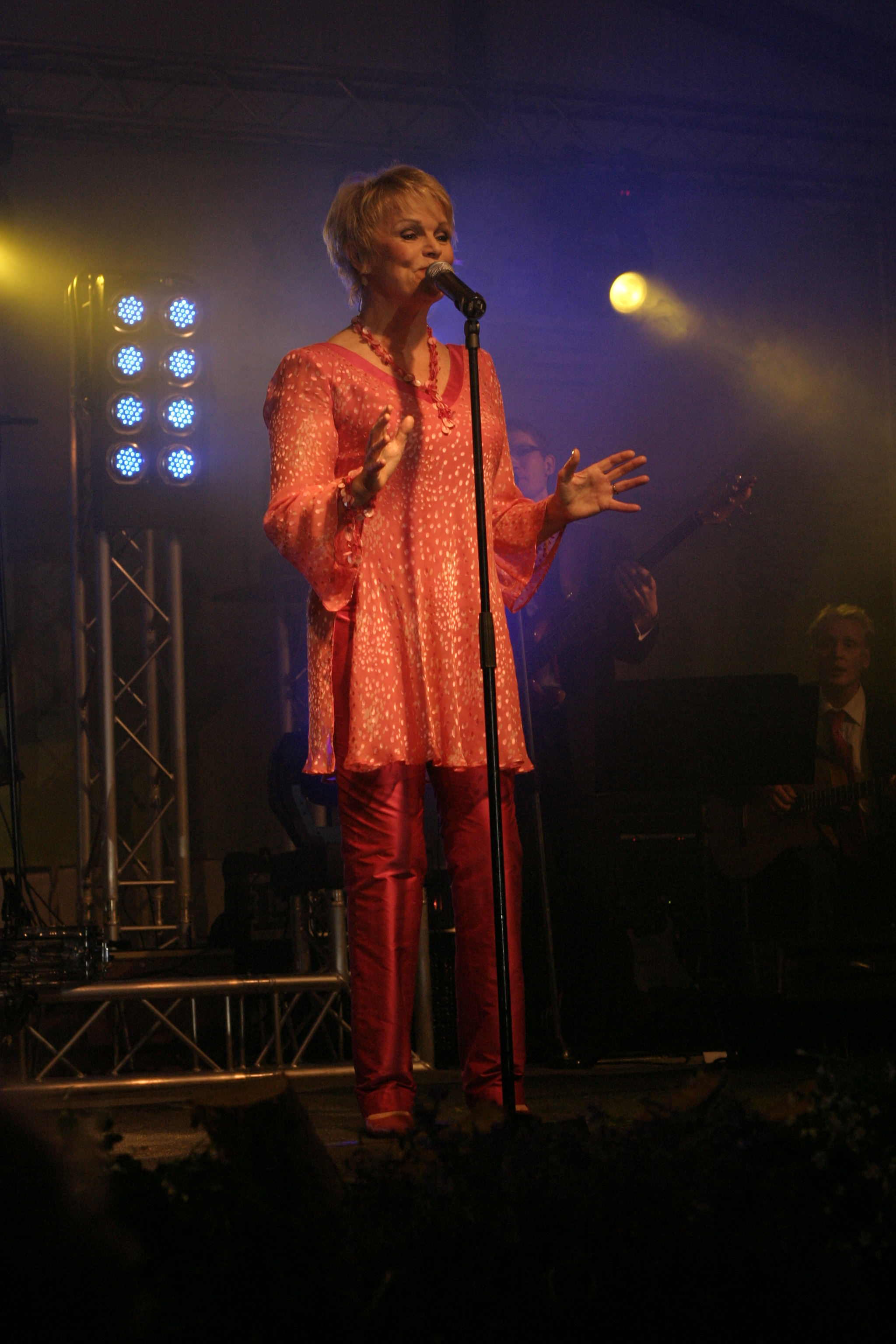
Katri Helena (2007)

Katri Helena (eigentl.: Katri Helena Kalaoja, * 17. August 1945 in Tohmajärvi als Katri Helena Koistinen) ist eine finnische Schlagersängerin.

## Leben und Wirken
Sie gehört seit den 1960er Jahren zu den erfolgreichsten Musikern ihrer Heimat. Laut ihrer offiziellen Website hat sie rund 500 Lieder aufgenommen, 52 Alben und Kompilationen veröffentlicht und mehr als 1,5 Millionen Tonträger verkauft. 1995 wurde sie als „Sängerin des Jahres“ mit der Emma, Finnlands höchstem Musikpreis, ausgezeichnet.
Sie nahm zweimal am Eurovision Song Contest für Finnland teil: Beim Eurovision Song Contest 1979 in Jerusalem erreichte sie mit ihrem Schlager Katson sineen taivaan den 14. Platz und 14 Jahre später, beim Eurovision Song Contest 1993 im irischen Millstreet landete sie mit dem Titel Tule luo auf dem 17. Platz.
2012 nahm Katri Helena an der ersten Staffel vonVain elämää, der finnischen Version von Sing meinen Song, teil.
Katri Helena ist nach wie vor sehr populär in Finnland. 2014 erreichte sie mit dem Album Taivaan tie die Top 3 der finnischen Album-Charts. 2015 folgte mit Niin on aina ollut ein Weihnachtsalbum.

## Diskografie

### Alben
- 1964: Vaalea valloittaja
- 1967: Katupoikien laulu
- 1967: Puhelinlangat laulaa (FI: Gold)
- 1968: Paikka auringossa
- 1971: Kai laulaa saan
- 1972: Lauluja meille kaikille
- 1973: Kun kohdattiin (FI: Gold)
- 1975: Paloma Blanca (FI: Platin)
- 1977: Lady Love (FI: Platin)
- 1978: Ystävä (FI: Gold)
- 1979: Katson sineen taivaan (FI: Gold)
- 1979: Parhaat päältä (FI: Gold)
- 1980: Sydämeni tänne jää (FI: Gold)
- 1981: Kotimaa
- 1982: Minä soitan sulle illalla
- 1984: Kirje sulle (FI: Gold)
- 1986: On elämä laulu
- 1988: Almaz
- 1989: Juhlakonsertti
- 1992: Anna mulle tähtitaivas (FI: ×2Doppelplatin )
- 1994: Lähemmäksi (FI: Gold)
- 1994: Kauneimmat rakkauslaulut (FI: Gold)

| Jahr | Titel                | Höchstplatzierung, Gesamtwochen, AuszeichnungChartsChartplatzierungen (Jahr, Titel, Platzierungen, Wochen, Auszeichnungen, Anmerkungen) | Anmerkungen                             |
| Jahr | Titel                | FI | Anmerkungen                             |
| ---- | -------------------- | --- | --------------------------------------- |
| 1995 | Vie minut            | FI3 Gold · (10 Wo.)FI |                                         |
| 1996 | Hiljaisuudessa       | FI32 (1 Wo.)FI |                                         |
| 1998 | Missä oot            | FI33 (1 Wo.)FI |                                         |
| 2000 | Leidit levyllä       | — |                                         |
| 2003 | Sydämeni laulut      | FI15 Platin · (16 Wo.)FI |                                         |
| 2004 | Tässä tällä hetkellä | FI13 (7 Wo.)FI |                                         |
| 2006 | Elämänlangat         | FI10 Gold · (9 Wo.)FI |                                         |
| 2006 | Hiljaisuudessa       | — |                                         |
| 2009 | Tulet aina olemaan   | FI14 Gold · (9 Wo.)FI |                                         |
| 2011 | Valon maa            | FI5 (11 Wo.)FI | Erstveröffentlichung: 9. November 2021  |
| 2012 | Sinivalkoinen        | FI18 (6 Wo.)FI | Erstveröffentlichung: 2. November 2012  |
| 2014 | Taivaan tie          | FI3 (15 Wo.)FI | Erstveröffentlichung: 11. April 2014    |
| 2015 | Niin on aina ollut   | FI14 (6 Wo.)FI | Erstveröffentlichung: 20. November 2015 |

### Singles
| Jahr | Titel Album               | Höchstplatzierung, Gesamtwochen, AuszeichnungChartsChartplatzierungen (Jahr, Titel, Album, Platzierungen, Wochen, Auszeichnungen, Anmerkungen) | Anmerkungen        |
| Jahr | Titel Album               | FI | Anmerkungen        |
| ---- | ------------------------- | --- | ------------------ |
| 2007 | Vierellesi kaipaan Albumi | FI2 (4 Wo.)FI | mit Jari Sillanpää |
| 2017 | Katri Helena –            | FI4 (3 Wo.)FI |                    |
| 2018 | Joulumaa –                | FI6 (12 Wo.)FI |                    |